# OVD-Info
OVD-Info (en russe, ОВД-Инфо) est une organisation non gouvernementale indépendante russe des droits de l'Homme. Cette organisation médiatique a pour but de lutter contre la persécution politique et les brutalités policières à l'encontre des manifestants civils,,.

## Historique
OVD-Info est fondée en décembre 2011 par le journaliste moscovite Grigory Okhotin et le programmeur Daniil Beilinson. Ils sont témoins de l'arrestation massive de manifestants lors des protestations du 5 décembre 2011 contre les élections législatives russes. En premier lieu, ils postent sur Facebook le décompte des détenus ainsi que leur identité. Voyant que leur travail est fortement relayé, ils mettent en ligne le site internet OVD-Info le 10 décembre, veille du rassemblement sur la place Bolotnaïa à Moscou. Le nom du projet vient de l’abréviation de Отдел Внутренних Дел, soit en français « Département des affaires internes »,.
À partir du 1er février 2013, le Memorial Society devient le principal partenaire de l'ONG en lui fournissant des locaux et un statut légal. La même année, le comité d'enquête de la fédération de Russie demande à l'ONG Memorial Society de s'enregistrer comme « agent de l'étranger » puisqu'elle reçoit des donations extérieures à destination d'OVD-Info, ce qui est considéré par l'État comme un acte politique. En effet, selon la Russie certaines informations d'OVD-Info ne sont pas impartiales et objectives. OVD-Info déclare n'appartenir à aucune orientation politique,.
Le 29 septembre 2021, le ministère de la Justice de la fédération de Russie désigne à son tour OVD-Info comme un « agent de l'étranger », l'exposant à des sanctions. Certaines critiques voient là un moyen d'étouffer l'opposition,,,.
Le 25 décembre 2021, le service fédéral de supervision des communications, des technologies de l'information et des médias de masse russe bloque le site internet de l'association en vertu d'une décision de justice. Un représentant de l'ONG déclare qu'ils n'ont jamais reçu de notification de la part du gouvernement et que la raison de ce blocage leur est inconnue,,.

## Activités de l'ONG

### Surveillance
OVD-Info surveille toutes représailles politiques ou cas d'abus policiers envers les personnes arrêtées. L'association publie ses informations sous forme de brèves et de témoignages des victimes,. Le projet surveille également les cas de maltraitances policières à l'encontre des prisonniers politiques.

### Assistance juridique
L'ONG propose une aide juridique sous la forme de conseils judiciaires, d'une ligne téléphonique d'urgence ouverte 24/24h et un robot Telegram. Elle envoie également une aide physique avec la présence d'avocats directement dans les commissariats russes ainsi que lors des procès (avec la possibilité de saisir la Cour européenne des droits de l'homme),.
En 2018, OVD-Info a aidé 660 personnes en garde à vue, 200 personnes pour des poursuites administratives et 32 pour des poursuites criminelles,.

### Diffusion de l'information
OVD-Info partage une liste de diffusion signalant les persécutions politiques en Russie,. Elle publie également une liste des personnes en garde à vue, par lieux de détentions. Le projet couvre les événements lors de manifestations de grandes ampleurs en Russie. Par exemple, il a produit des statistiques détaillées des arrestations lors des manifestations anti-corruption de mars 2017, et des manifestations contre l'élévation de l'âge de la retraite en 2018,. En juin 2019, l'ONG joue un rôle crucial pour attirer l'attention du public sur le cas du journaliste Ivan Golounov. À cette occasion, l'association devient elle-même plus connue et reçoit le 12 juin 2019 l'équivalent de ses donations mensuelles en une seule journée.
L'ONG publie également des rapports scientifiques détaillant les pratiques en vigueur de violation des droits concernant les manifestations et les activistes de la société civile, de la part des autorités russes. En 2018-2019, elle publie des rapports sur l'interdiction de rassemblement dans plusieurs villes russes.
Dans le futur, l'ONG vise le développement d'institutions démocratiques et de mécanismes de contrôle des autorités politiques et policières russes.

## Organisation et financement
En juin 2019, OVD-Info compte 28 employés et 300 bénévoles. Du fait de leurs ressources limitées, l'ONG apporte une assistance juridique uniquement pour les personnes soumises à des poursuites administratives ou pénales, du fait d'avoir exprimé leur opinion.
L'organisation est financée par des donations individuelles de plusieurs bénévoles et par des organisations des droits de l'homme telles que le Memorial Society, la Commission européen et l'International Partnership for Human Rights (en) (les donneurs institutionnels représentant 70% du budget). En 2018, OVD-Info réussit à lever plus de 19,8 millions de roubles (soit plus de 200 000 euros) dont environ 5,66 millions proviennent de financement participatif. Les banques russes, comme Tinkoff, Alfa-Bank et VTB 24, refusent de se porter acquéreur pour recueillir ces fonds.

## Récompenses
L'ONG reçoit des distinctions depuis sa création :
- Juillet 2019 : le prix mensuel Redkollegia (en) qui récompense le journalisme libre et neutre[30].
- 2020 : le prix allemand Lew-Kopelew-Preis (de) qui récompense des personnes ou organisations œuvrant pour la paix et les droits de l'Homme[31],[32].
- 2021 : le Prix du défenseur des droits civiques de l'année (en)[33] qui récompense les organisations agissant pour la préservation des droits civiques.